# Баннистер, Гэри
Гэ́ри Ба́ннистер (англ. Gary Bannister; род. 22 июля 1960, Уоррингтон, Ланкашир, Англия) — английский футболист, центральный нападающий. Выступал за клубы «Ковентри Сити», «Шеффилд Уэнсдей»,  «Куинз Парк Рейнджерс», «Вест Бромвич Альбион», «Ноттингем Форест».

## Карьера
Баннистер родился в городе Уоррингтон, в графстве Ланкашир. Дебютировал в составе команды «Ковентри Сити» в мае 1978 года. Всего же за три года, проведённых «Ковентри Сити», он сыграл 22 матча и забил 3 гола.
Летом 1981 года Баннистер подписал трёх сезонный контракт с «Шеффилд Уэнсдей», где в первом же сезоне стал лучшим бомбардиром лиги, забив 21 гол. В следующих двух сезонах он забил 20 и 14 голов. Всего же за три сезона Баннистер сыграл 118 матчей и забил 55 голов.
Летом 1984 он переходит в «Куинз Парк Рейнджерс» где играет четыре сезона. В первом же сезоне он забив 7 голов, и стал «лучшим бомбардиром Кубка УЕФА». А в сезоне 1985/86 вместе с «рейнджерами» доходит до финала Кубка Футбольной Лиги. Всего в составе «рейнджеров» Баннистер проводит 136 матчей и забивает 56 голов.
В марте 1988 года он возвращается в «Ковентри Сити», где играет ещё два с половиной сезона. За это время он сыграл более 40 матчей, и забил более 10 голов.
Два сезона проводит «Вест Бромвиче», где за два сезона сыграл 72 матча и забил 18 голов. В этом же сезоне был арендован в клуб «Оксфорд Юнайтед», где провёл 10 матчей и отметился 2 голами.
Остаток карьеры провел в таких клубах как — «Ноттингем Форест», «Сток Сити», «Гонконг Рейнджерс», «Линкольн Сити» и «Дарлингтон». Всего же за остаток карьеры сыграл 154 матча и забил 46 голов.

## Национальная сборная
Единственный матч за молодёжную сборную Англии сыграл в матче Евро-1982 против Германии.

## Статистика
| Сезон   | Клуб                      | Турнир          | Игры | Голы |
| ------- | ------------------------- | --------------- | ---- | ---- |
| 1978–79 | Ковентри Сити             | Первый дивизион | 5    | 1    |
| 1979–80 | Ковентри Сити             | Первый дивизион | 7    | 0    |
| 1980–81 | Ковентри Сити             | Первый дивизион | 14   | 2    |
| 1980–81 | Детройт Экспресс (аренда) | СФА             | 22   | 10   |
| 1981–82 | Шеффилд Уэнсдей           | Второй дивизион | 45   | 22   |
| 1982–83 | Шеффилд Уэнсдей           | Второй дивизион | 50   | 22   |
| 1983–84 | Шеффилд Уэнсдей           | Второй дивизион | 48   | 22   |
| 1984–85 | Куинз Парк Рейнджерс      | Первый дивизион | 55   | 28   |
| 1985–86 | Куинз Парк Рейнджерс      | Первый дивизион | 45   | 18   |
| 1986–87 | Куинз Парк Рейнджерс      | Первый дивизион | 41   | 16   |
| 1987–88 | Куинз Парк Рейнджерс      | Первый дивизион | 30   | 10   |
| 1987–88 | Ковентри Сити             | Первый дивизион | 8    | 1    |
| 1988–89 | Ковентри Сити             | Первый дивизион | 27   | 10   |
| 1989–90 | Ковентри Сити             | Первый дивизион | 13   | 2    |
| 1989–90 | Вест Бромвич Альбион      | Второй дивизион | 13   | 2    |
| 1990–91 | Вест Бромвич Альбион      | Второй дивизион | 48   | 15   |
| 1991–92 | Вест Бромвич Альбион      | Третий дивизион | 20   | 3    |
| 1991–92 | Оксфорд Юнайтед (аренда)  | Второй дивизион | 10   | 2    |
| 1992–93 | Ноттингем Форест          | АПЛ             | 37   | 10   |
| 1993–94 | Сток Сити                 | Первый дивизион | 18   | 2    |
| 1994–95 | Линкольн Сити             | Третий дивизион | 34   | 8    |
| 1995–95 | Дарлингтон                | Третий дивизион | 51   | 8    |
| Сборные |                           |                 |      |      |
| 1982    | Англия (мол)              |                 | 1    | 0    |

## Достижения

### Клубные
«Куинз Парк Рейнджерс»:
- Финалист Кубка Футбольной лиги (1985/86)

«Дарлингтон»:
- Вице-чемпион Третьего дивизиона Футбольной лиги (1994/95)